# Köp den blindes sång
Köp den blindes sång är en diktsamling av Gunnar Ekelöf utgiven 1938. Boken fick vid sin utgivning ett huvudsakligen positivt mottagande, men Ekelöf tog senare själv avstånd från samlingen som en "efterklangs- och mellanbok".